# Albert Hasenbroekx
Albertus Gustavus Franciscus Hasenbroekx (ur. 22 stycznia 1915 w Ostendzie, zm. 7 września 1979 w Brugii) – lektor Radiostacji UPA „Samostijna Ukrajina”.

## Życiorys
Z pochodzenia był Flamandem, obywatelem Belgii. W czasie wojny uwięziony przez władze niemieckie, uciekł i dołączył do Ukraińskiej Powstańczej Armii. W latach 1943–1945 był lektorem radia UPA „Samostijna Ukraina”, czytał serwisy w języku angielskim i francuskim. 
8 lutego 2010 dekretem Prezydenta Ukrainy został pośmiertnie odznaczony Orderem „Za zasługi” I stopnia.